# ブラックブラッククラシック
ブラックブラッククラシック（BLACK BLACK CLASSIC）は、2016年5月28日と7月30日にQVCマリンフィールドにて開催された千葉ロッテマリーンズ主催の公式戦試合である。

## 先発投手
第1回
- ジェイソン・スタンリッジ
- 千賀滉大

第2回
- 関谷亮太
- 則本昂大